# 丸山帆成美
丸山 帆成美（まるやま ほなみ、1992年10月4日 - ）は、日本のモデル、レースクイーンである。福岡県出身。オスカープロモーション所属。

## 経歴・人物
2013年2月24日、「第一回美ジネスマン&美ジネスウーマン コンテスト」で準グランプリを受賞しオスカープロモーションと契約を結び、短期大学卒業と共に上京し活動を開始する。
2015年、SUPER FORMULA 2015「キグナスサーキットレディ」を務めた。
2016年3月9日、ラナエンターテイメントが手掛けるエヴァンゲリオンレーシングの2016年体制として渚カヲル役のレースクイーンを務めることが発表された。オスカープロモーションとしては2013年に綾波レイ役を務めた佐々木華奈以来3年ぶり、福岡県出身者としては初めてのエヴァRQ起用となった。
2017年はSUPER GT「ZENT sweeties」メンバーとして活動。オスカー所属者としては2013年の水谷望愛以来4年ぶり、九州地方出身者としては2012年の久保エイミー（長崎県出身）以来5年ぶりのsweetiesメンバーとなった。同年には東京ゲームショウ「Xperia」ブースコンパニオンや「第59回日本レコード大賞」のアシスタント出演もあった。
趣味は映画観賞、書道、読書。特技はヒップホップダンス。弟が2人いる。
シロクマが好きらしく、シロクマに食べられたいと語っていた。

## 出演

### CM
- メガネのナガタ [8]

### WEB配信
- Showroom「美ジネスウーマンTV - ウェイバックマシン（2015年6月24日アーカイブ分）」（毎週水曜日21:15-22:00配信中)

### テレビ
- NHK BSプレミアム「恋愛★ゼミ～もう一度恋したくなる～」(2013年10月13日放送)
- テレビ朝日 「アメトーク」 (2014年2月13日放送)
- フジテレビ 「バナナマンの決断は金曜日」 (2014年10月24日放送)
- Amazonプライム・ビデオ「フェイス -サイバー犯罪特捜班-」（2017年9月）- 第9話ゲスト[9]
- TBS「第59回日本レコード大賞」（2017年12月30日放送）- アシスタント（共演：横町ももこ、美馬沙亜弥[6]）
- それって!?実際どうなの課（中京テレビ制作・日本テレビ系列、2019年6月26日）

### 雑誌
- SoftBankショップ配布「ipad styles magazin 」「iPhone&iPad＋StylesMagazine」
- 講談社 「VOCE」美利きビューティーダイアリー
- インプレス デジタルカメラマガジン [10] (2013年11月号)
- 美容専門誌 『PREPPY 2月号』[11] (2014年1月7日発売)
- インプレス デジタルカメラマガジン 「FANBOOKシリーズ・第2弾 ソニー α7R ＆ α7 FANBOOK」(2014年2月)
- 内外出版社 『輸入車中古車情報 2014年7月号』
- 新美容出版 『TOMOTOMO』2015年1月号 成人式のヘアデザイン特集
- 日経BP社「今すぐ始めよう！Linux超入門ガイド」(2015年6月18日発売)
- 日経BP社「最新Ubuntu-15-10対応版-Linux超入門ガイド」(2015年12月14日発売)

### WEB
- るるぶ.com 特集ページ「新潟秋冬ときめき旅」[12]
- 「ビエナ・ゼリーライブラリー」座談会 [13]
- All About 「Special Movie GALAXY S5 スマートフォン「GALAXY S5」の魅力紹介[14]」(2014年10月公開)

### ショー
- ヘアーショー「Up Style Hair Collection2014」(2013年12月4日) パーティヘアー部門
- 小田急百貨店 「相模大野ステーションスクエア ステスク春のイチオシ・ファッションショー」(2014年3月)

### イメージモデル
- 東京駅 八重洲地下街 「オータムフェスタ」(2016年9月14日 - 10月4日) ファッションモデル

### イベント
- モータースポーツジャパン 2015 (2015年4月11日-12日 キグナスブース)
- 東京オートサロン2016[15] (2016年1月15日-1月17日 ダイハツブース)
- 大阪オートメッセ2016 (2016年2月12日-2月14日 ダイハツブース)
- 名古屋オートトレンド2016[16] (2016年2月27日-2月28日 ダイハツブース)
- 東京ゲームショウ2017（2017年9月21日 - 9月24日 Xperiaブース[5]）[注 1]

### レースクイーン
- SUPER FORMULA 2015 (キグナスサーキットレディ)
- TOYOTA GAZOO Racing FESTIVAL 2015 (キグナス) (2015年11月22日)
- エヴァンゲリオンレーシングRQ2016（渚カヲル役）[17]
  - 3月27日：東名高速道路の足柄サービスエリアにある「EXPASA足柄（下り）」で、「新世紀エヴァンゲリオン」とコラボイベント。「エヴァレーシング2016決起集会」、RQ撮影会。[18]
  - 5月3日 - 4日：SUPER GT、FIA-F4選手権 富士スピードウェイ
  - 7月30日 - 31日：鈴鹿8時間耐久ロードレース[19]、鈴鹿サーキット
  - 8月6日 - 7日：SUPER GT、FIA-F4選手権 富士スピードウェイ
  - 8月27日 - 28日：SUPER GT、FIA-F4選手権 鈴鹿サーキット
  - 9月22日：第47回仙石原すすき祭り 箱根温泉卓球選手権2016　RQ撮影会、仙石原文化センター仙石原公園特設ステージ [20]
  - 10月29日：RQ撮影会
  - 11月12日 - 13日：SUPER GT、FIA-F4選手権 ツインリンクもてぎ
  - 12月25日：『ケーパワーズ大阪本店』エヴァレーシングRQによるトークショー
  - 2017年1月9日：仙台駅前にてニッカンスポーツ号外配布[21]。
  - 1月21日：東京都品川区武蔵小山駅前にて、ニッカンスポーツ号外配布[22]。「COSMO武蔵小山店」にてエヴァレーシングRQによるトークショー[23]。
  - 1月22日：札幌駅前にて、ニッカンスポーツ号外配布[24]。
  - 2月5日：RQ撮影会(ラスト)
- レースクイーン「ZENT sweeties」 2017